# Llum del 86
Llum del 86 (títol original en finès, Valoa valoa valoa) és una pel·lícula dramàtica finesa del 2023 dirigida per Inari Niemi. Es basa en la novel·la homònima de Vilja-Tuulia Huotarinen, que va guanyar el premi Finlàndia de literatura infantil i juvenil quan es va publicar el 2011. La pel·lícula és protagonitzada per Anni Iikkanen i Rebekka Baer. S'ha doblat al català.
A la pel·lícula, la Mariia torna al seu poble natal després de quinze anys i recorda l'any 1986, quan va viure el seu primer amor. A diferència del llibre, la pel·lícula es desenvolupa en dues escales temporades, i a la història marc, la Mariia adulta torna a la seva llar d'infantesa 20 anys després. La pel·lícula es va rodar a Estònia.